# 7917 Hammergren
7917 Hammergren è un asteroide della fascia principale. Scoperto nel 1981, presenta un'orbita caratterizzata da un semiasse maggiore pari a 2,4127230 au e da un'eccentricità di 0,1280648, inclinata di 8,68369° rispetto all'eclittica.
L'asteroide è dedicato all'astronomo statunitense Mark Hammergren.